# 噪音音乐
噪音音乐指的是在音乐语境中大量运用噪音表现的音乐流派。这种音乐意在挑战传统音乐实践中产生的乐音与非乐音之界限。 噪音音乐以噪音为最显著要素，囊括了一系列音乐风格和围绕声音的实践活动。
噪音音乐可能包含原声和电子合成的噪音：机械运转的声音、非乐音的技巧性人声、篡改过的播放媒介、处理过的数字录音文件、田野录音、电脑生成噪音、随机运算等等……许多重要的噪音音乐作品含有大音量、长时间的噪音。噪音音乐的创作常运用即兴、非协和音（Cacophony）、（乐器演奏的）拓展技巧、不确定性作曲等技术。